# おけさ唄えば
「おけさ唄えば」は、1960年10月5日に発売された橋幸夫の3枚目のシングルである（VS-407）。市川雷蔵と橋が初めて共演した同名の映画の主題歌となっている。

## 概要
- 1960年7月、橋は「潮来笠」でデビューし、その年、半年間で5枚のシングルをリリースしたが、本作品は3作目にあたる。
- 1、2作同様、作詞は佐伯孝夫、作曲は吉田正で、7月発売の「潮来笠」がヒットしている最中にリリースされ、本作もヒットしたことで、橋の人気と実力が示されることとなった。これが10月の本作、11月の「喧嘩富士」、12月の「木曽ぶし三度笠」と新人としては異例の3ヶ月連続新曲リリースとなった[1]。
- 本作は時代歌謡ではなかったが、後に、市川雷蔵と共演した同名の時代劇映画の主題歌となったため、時代歌謡としての印象が強くなった[1]。
- 楽曲のなかに、「佐渡おけさ」を組み込んでおり、この手法は12月の「木曽ぶし三度笠」でも使用され、広く民謡ファンにも支持されたとしている[2]。
- 踊り唄のイメージにもかかわらず、本曲には他の楽曲のような振付けがない。
- c/wは「逢いたいぜ」で、これも佐伯、吉田の作品である。
- 1961年に年間で20万枚を売り上げ、ビクターの年間ヒット賞を受賞した[3]。

## 収録曲
1. おけさ唄えば
作詞：佐伯孝夫、作・編曲：吉田正
2. 逢いたいぜ
作詞：佐伯孝夫、作・編曲：吉田正

## 収録アルバム
- 『橋幸夫ベスト～踊り唄～』（2008.11.19）VICL-63156
- 『橋幸夫全曲集 』（2003年11月26日）VICL-61251
- 『橋幸夫 全曲集』（1999年10月21日）VICL-60474
- 『＜TWIN BEST＞』（1998年11月6日）VICL-41033～4
- 『股旅演歌ベスト＜潮来笠から子連れ狼まで＞』（1986年5月21日）　VDR-1195　\3,292(税込)
- 『橋幸夫／股旅～ベスト・オブ・ベスト』（1994年10月26日）VICT-15078　1500円

...........その他

## カバー
古都清乃（『加茂川ブルース-古都清乃 吉田メロディーを唄う-』2008.10.01）

## 映画「おけさ唄えば」
- 本作を主題歌とする「おけさ唄えば」（大映京都）が橋幸夫主演で制作され、1961年7月19日に公開された[4]。カラー・大映スコープ・83分。
- 脚本は東宝の『社長シリーズ』でお馴染みの笠原良三。なお笠原は、雷蔵・橋主演の次回作『花の兄弟』も担当する。
- ものがたりは、出世のため悪党の性格を身につけようとつとめる正直物の一本松の千太郎（市川雷蔵）と、生意気ざかりのチンピラやくざのおけさの半次（橋幸夫）の姉や恋人もからみ、悪評高い貸元一家相手に立ち回りを演じる娯楽時代劇。ポスターには「橋が唄えば雷蔵が斬る！」とある。
- 本作は雷蔵と橋の初共演作、雷蔵は一回り若い少年橋を気に入り、京都の案内や、撮影期間中なにかと面倒を見て、橋の付き人に間違われたこともあるという[5]。

### スタッフ
- 企画 - 奥田久司
- 脚本 - 笠原良三
- 監督 - 森一生
- 撮影 - 本多省三
- 美術 - 太田誠一
- 照明 - 中岡源権
- 録音 - 大谷巌
- 音楽 - 塚原哲夫
- 助監督 - 太田昭和
- スチル - 藤田照夫

### 出演者
- 一本松の千太郎 - 八代目市川雷蔵
- おけさの半次 - 橋幸夫
- お勝 - 水谷良重
- お君 - 三木裕子
- お京 - 小桜純子
- 坂木の藤吉 - 島田竜三
- 稲荷山の勘次郎 - 二代目中村鴈治郎
- 酌婦 - 毛利郁子
- 番頭忠七 - 寺島雄作
- にがり権太 - 尾上栄五郎
- 重兵衛 - 東良之助
- 武士 - 水原浩一
- おせい - 金剛麗子
- 黒姫の繁蔵 - 寺島貢

### 同時上映
『悲しき60才』
- 脚本：高橋二三 / 監督：寺島久 / 主演：坂本九
- 坂本九のヒット曲『悲しき六十歳』の映画化。また寺島の監督デビュー作。

### 映像ソフト
- ビデオソフト（VHS）化はされたが廃盤、2015年1月からはDVDが発売されている。